# Буркардрот
Буркардрот (њем. Burkardroth) град је у њемачкој савезној држави Баварска. Једно је од 26 општинских средишта округа Бад Кисинген. Према процјени из 2010. у граду је живјело 7.726 становника. Посједује регионалну шифру (AGS) 9672117.

## Географски и демографски подаци
Буркардрот се налази у савезној држави Баварска у округу Бад Кисинген. Град се налази на надморској висини од 304 метра. Површина општине износи 69,1 km². У самом граду је, према процјени из 2010. године, живјело 7.726 становника. Просјечна густина становништва износи 112 становника/km².